# 百分之一相對論
《百分之一相對論》（英語：The Theory Of One Percent）是台灣首部沈浸式推理實境節目，結合戲劇、劇本殺以及密室逃脫元素。此節目是由映畫製作和映底子國際共同製作，並聯合台灣劇本殺工作室「謀殺衛斯理」進行製作。該節目的核心內容包括參與者在特定情境中進行推理和解謎，挑戰他們的智力和創造力同時解開單元中的謎團， LINE TV於2023年10月19日起全台首播。

## 節目設定（世界觀）
節目的核心概念是「時間亂流」，故事設定由來自神秘組織TDIP時空調查局派遣的時空探員，肩負著解開這個世界上出現亂流任務的使命，來還原真相。
出演者在節目中化身探員通過解謎來發現疑點，推動故事劇情的發展。主要任務是找出事件中引發錯誤的疑點，也就是「關鍵物品」。一旦找到後放進時空膠囊中並還原真相，便能完成任務！

## 節目成員
| 姓名（藝名）  | 職業                         |
| ------------- | ---------------------------- |
| 陳漢典        | 臺灣模仿藝人、主持人、演員、 |
| 陳零九        | 臺灣創作男歌手、主持人、演員 |
| 潘君侖        | 臺灣男藝人、男歌手、主持人   |
| 梁以辰        | 臺灣女演員、女歌手           |
| 宋偉恩        | 臺灣新生代男演員             |
| 江佑真 (本本) | 臺灣女性YouTuber             |

## 節目列表
| 集數   | 播出日期       | 隊長   | 標題             | 內容                | 結果               |
| 試播集 | 2023年10月19日 | 陳漢典 | 川弜築舍失蹤事件 | 分集內容 (待播出）  | 結果 任務成功/失敗 |
| 試播集 | 2023年10月26日 | 陳漢典 | 川弜築舍失蹤事件 | 分集內容 （待播出） | 結果 任務成功/失敗 |